# Филейка (деревня)
Филейка — деревня в Фалёнском районе Кировской области России.

## География
Деревня находится в восточной части Кировской области, в подзоне южной тайги, на берегах реки Суны, на расстоянии приблизительно 42 километров (по прямой) к юго-западу от посёлка городского типа Фалёнки, административного центра района. Абсолютная высота — 172 метра над уровнем моря.
Климат
Климат характеризуется как континентальный, с продолжительно холодной многоснежной зимой и умеренно тёплым летом. Среднегодовая температура составляет 1,3 °C. Средняя температура воздуха самого тёплого месяца (июля) — 17,8 °C; самого холодного (января) — −14,7 °C. Среднегодовое количество атмосферных осадков составляет 555 мм. Снежный покров образуется в первой декаде ноября и держится в течение 162 дней.

## История
В «Списке населенных мест Российской империи», изданном в 1876 году, населённый пункт упомянут как казённый починок Филейской Глазовского уезда (1-го стана), при реке Суне, расположенный в 89 верстах от уездного города Глазова. В починке насчитывалось 18 дворов и проживал 161 человек (79 мужчин и 82 женщины).

В 1926 году население деревни составляло 123 человека (59 мужчин и 64 женщины). Насчитывалось 28 хозяйств (все крестьянские). В административном отношении Филейка входила в состав Верхне-Максенского сельсовета Бельской волости Нолинского уезда.

## Население
| 1763 | 1873 | 1891 | 1905 | 1926 | 1950 | 1989 |
| ---- | ---- | ---- | ---- | ---- | ---- | ---- |
| 52   | ↗161 | ↘143 | ↗152 | ↘123 | ↘36  | ↗579 |
| 2002 | 2010 |      |      |      |      |      |
| ↘391 | ↘231 |      |      |      |      |      |

Половой состав
По данным Всероссийской переписи населения 2010 года в гендерной структуре населения мужчины составляли 51,5 %, женщины — соответственно 48,5 %.
Национальный состав
Согласно результатам переписи 2002 года, в национальной структуре населения русские составляли 96 % из 391 чел.